# Campeonato Mundial de Esquí Acrobático de 2027
El XXI Campeonato Mundial de Esquí Acrobático se celebrará en la localidad de Montafon (Austria) en el año 2027 bajo la organización de la Federación Internacional de Esquí (FIS) y la Federación Austríaca de Esquí. Paralelamente se realizará el XVII Campeonato Mundial de Snowboard.